# Distrito de Rahuapampa

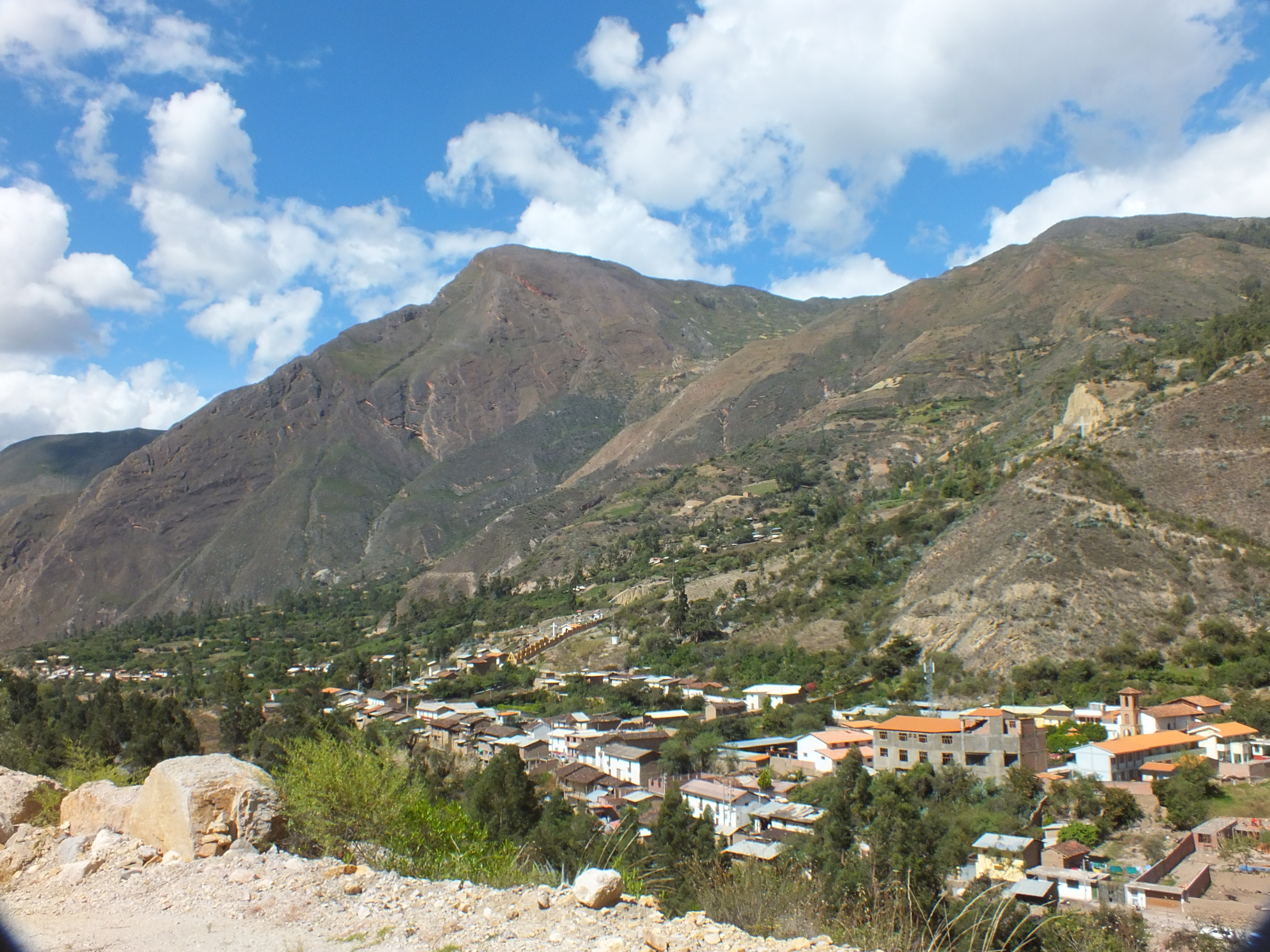
Vista panorámica del distrito

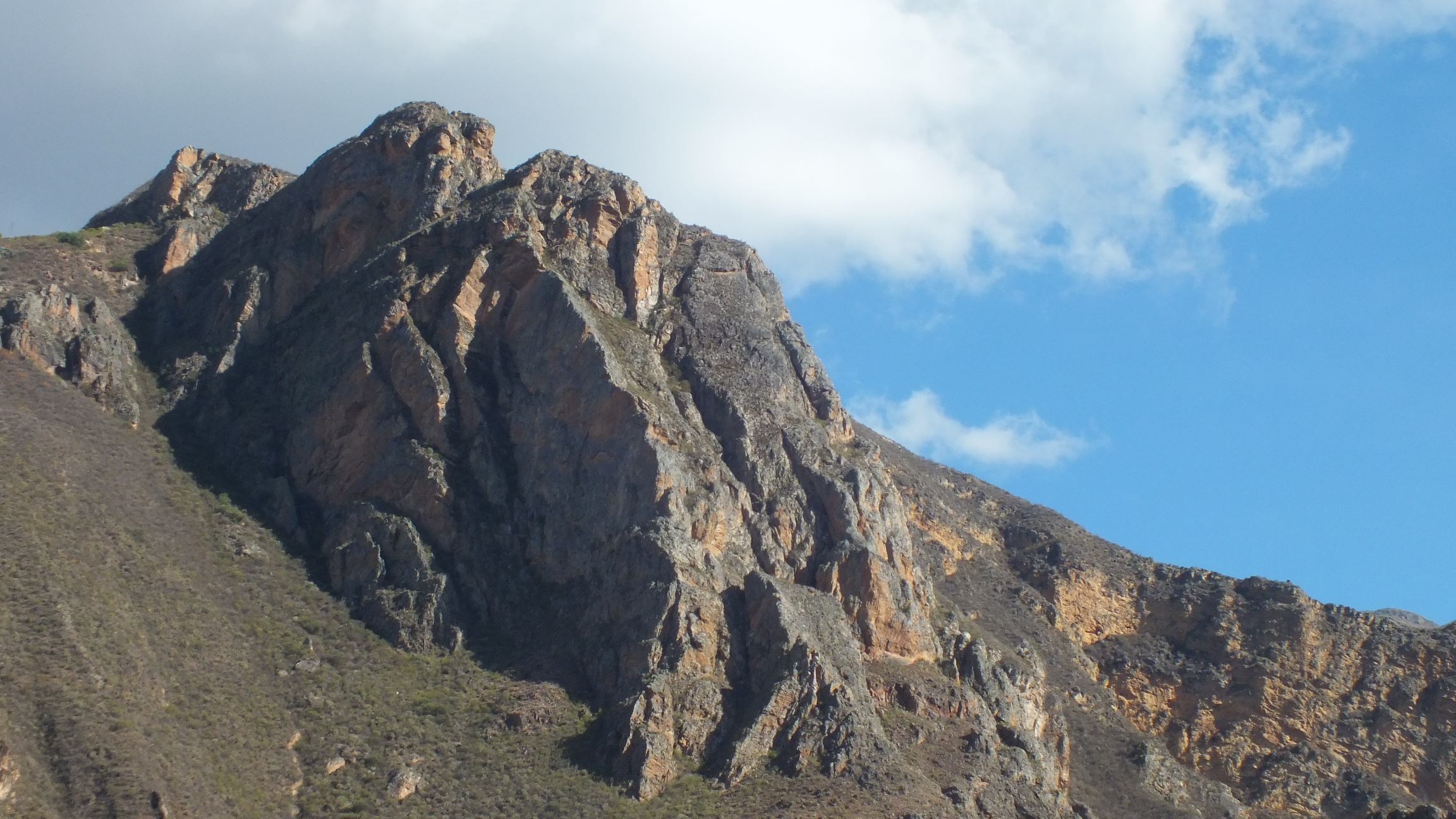
Emblemático Pico de loro

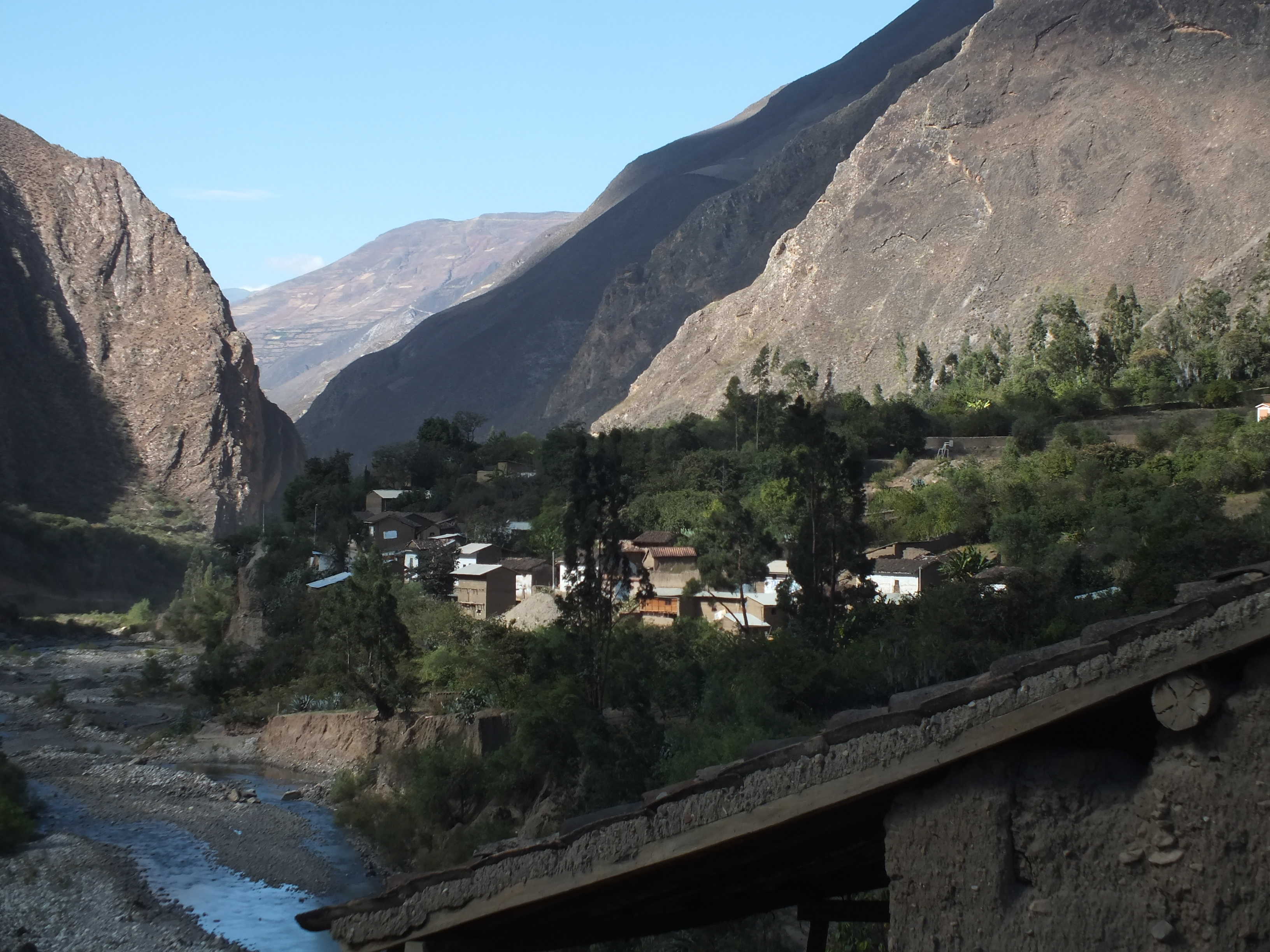
Vincocota

El distrito de Rahuapampa es uno de los dieciséis que integran la provincia peruana de Huari en la región Ancash, en  Perú. Forma parte de la cadena longitudinal de pueblos asentados en la margen derecha del río Puchca y del valle del Puchca.

## Toponimia
Manuscritos del siglo XVIII dan cuenta de  que su nombre de origen fue  Rahuai Chacra, dos vocablos de origen quechua. «»rahuai= acción de labrar la tierra«», «»chacra= terreno de cultivo«». Un documento de 1879 hace referencia a la toponimia actual  nombrándola como   “estancia de Rahuapampa, en la comprensión del pueblo de Chupán”: «»rahua= surco o camellón«», «»pampa= llano o llanura«».

## Historia
Hasta la última década de  1600, "esta suerte de tierras"  era propiedad de los indios de San Cristóbal de Chupán, originarios de la etnia pinco, del grupo Collana Pinco. El cacique de este repartimiento, Juan Ramos de León, con autorización del supremo gobierno, vendió estas chacras  a Francisco Claudio de la Cerna, y este a su vez lo transfirió al capitán Manuel de Balmaseda, quien era dueño de las tierras colindantes de Vincocota.  El 4 de diciembre de 1916, mediante Ley N°2386 firmada por el presidente José Pardo y Barreda  se convirtió en capital del distrito de Huachis, y el 11 de octubre de 1957 el presidente constitucional  Manuel Prado promulgó la  Ley 12845  creando el distrito de Rahuapampa.  Entonces sus anexos lo constituyeron Vincocota, Canchapata, Huancayo, Pampacolca, Ashancay y Rahuapampa.

## Geografía
Tiene una superficie de 9,02 km².
Se ubica dentro de la región natural ″yunga″, pero en el sur de la zona de los Conchucos, donde se localiza,   se le conoce más como ″quebrada″. Su clima es generalmente cálido, pero en la cumbre del invierno —de diciembre a marzo— puede ser intensamente lluvioso con presencia de huaicos y crecida del río Puchca, que recorre por la parte baja de su geografía.  

## Capital
La capital de Rahuapampa es el  centro poblado del mismo nombre, el cual fue ascendido a categoría de villa en 1957 en el mismo día y mes que el Congreso de la República promulgó la creación del distrito. 

## Centros poblados
Rahuapampa, Vincocota, Canchapata, Cruz Pampa, Pauca, Quemado, Capilla Pampa, Charcán. 

### Municipales
- 2019 - 2022[1]
  - Alcalde: Marino Fernando Villavicencio Melgarejo, del Movimiento Regional El Maicito.
  - Regidores:

  1. Licimaco Waldemar Benavides Ríos (Movimiento Regional El Maicito)
  2. Zenón Alcides Silverio Somoza (Movimiento Regional El Maicito)
  3. Aurelia Penadillo Cerna (Movimiento Regional El Maicito)
  4. Orlando Raúl Quispe Ortiz (Movimiento Regional El Maicito)
  5. Tania Roxana Quiñones Castro (Movimiento Regional El Maicito)

Alcaldes anteriores
- 2007-2010: Pedro Quispe Huallpa.*
- 2011-2014:[2] Gregorio Paredes Vilca, del Partido Alianza para el Progreso (APEP).
- 2015-2018: Elmer Liberato Huamash Bejarano.